# Catherine Sutherland
Catherine Jane Chilson (nascida Sutherland; Sydney, New South Wales, 24 de Outubro de 1974) é uma atriz, dubladora, ex-modelo e escritora australiana, mais conhecida por seu papel como Kat Hillard (Ranger Rosa) na franquia Power Rangers, nas fases da terceira temporada de Mighty Morphin, Zeo e Turbo; e no longa Turbo: Power Rangers 2.

## Biografia
Descentes do clã Sutherland, donos do Castelo Dunrobin na Escócia, ela é filha caçula do escocês Charles Donnely Sutherland com australiana Pamela Elsie Sutherland. Possuindo um meio-irmão e duas meias-irmã mais velhos, e nascida Sydney, New South Wales em 1974, começou a estudar dança aos 4 anos de idade, aprendeu a tocar piano aos 11 anos e começou a modelar e atuar aos 16 anos de idade. Em 1992, formou-se pela McDonald College of Performing Arts, estudando interpretação por mais alguns anos.

### Power Rangers
Ainda na Austrália, Sutherland fez testes para personagem Dulcea de Power Rangers: O Filme. Durante as audições, fingiu saber artes marciais. Agradando agradado os diretores, porém, não ganhou o papel por ser muito nova na época. Após alguns meses, juntando-se ao elenco de Mighty Morphin Power Rangers no meio da terceira temporada, substituindo Amy Jo Jonhson que interpretava Kimberly Ann Hart, e assumindo o papel da Ranger Rosa. Como Kat, continuou a ser um membro do elenco durante a quarta temporada Power Rangers Zeo, o filme Turbo: Power Rangers 2, e da quinta temporada Power Rangers Turbo que era sua estação favorita para trabalhar,  deixou o elenco no meio da temporada e sendo substituída por Patricia Ja Lee como Cassie Chan.

### Pós-Power Rangers
Apareceu no filme The Cell, estrelado por Jennifer Lopez. Ela recebeu o papel depois de aparecer no reality show australiano Dream Factory. Alguns anos depois, retorna para Power Rangers, fornecendo sua voz para um episódio "É hora da Lightspeed" de Power Rangers Força do Tempo e "Eternamente Vermelho" de Power Rangers Força Animal como "Gen. Tezzla". Iria reprisar o papel de Kat, sendo esposa do personagem Tommy Oliver (interpretado por Jason David Frank), porém a cena foi cortada na edição final, e Power Rangers Dino Trovão.Em 2003, Cathy casou-se com o ator Daniel Chilson, com quem teve dois filhos; Lily (nascida em maio de 2006) e Callum (nascido em janeiro de 2007). Cathy também possui certificado de  personal trainer e trabalhou como instrutora de ginastica. Em 2014, Catherine postou em seu facebook uma imagem com o pré e pós operatório de retirada de uma mancha avermelhada. No ano anterior, a atriz perdeu sua mãe vitima de câncer. Atualmente, Catherine Sutherland aparece com outros ex-membros do elenco em convenções de fãs.

## Filmografia

### Televisão
| Ano  | Título do Programa                            | Papel                                               | Notas |
| ---- | --------------------------------------------- | --------------------------------------------------- | --- |
| N/A  | Home and Away                                 | N/A                                                 | Seriado Australiano |
| 1995 | Mighty Morphin Power Rangers                  | Katherine Hillard (Ranger Rosa e Ninja Ranger Rosa) | 20 episódios |
| 1996 | Mighty Morphin Alien Rangers                  | Agatha / Srª Australiana                            | |
| 1996 | Sweet Valley High                             | Ginger                                              | |
| 1996 | Snowy River: The McGregor Saga                | Mulher Afogada                                      | Seriado Australiano |
| 1996 | Neighbours                                    | Recepcionista                                       | Seriado Australiano |
| 1996 | Power Rangers: Zeo                            | Kat Hillard (Zeo Ranger 1 Rosa)                     | |
| 1997 | Power Rangers: Turbo                          | Kat Hillard (Turbo Ranger Rosa)                     | |
| 1998 | State Coroner                                 | Ela mesma                                           | Repórter |
| 1999 | The Jack Bull                                 | N/A                                                 | Não creditada |
| 2000 | The Dream Factory                             | Ela mesma                                           | Reality Show |
| 2001 | Power Rangers Força do Tempo                  | Dana Mitchell                                       | Emprestou sua voz para gravar as cenas onde a personagem Dana Mitchell aparece transformada em Ranger Lightspeed Resgate Rosa. Pois, a atriz Alison MacInnis estava doente na época. |
| 2002 | Power Rangers Força Animal                    | Gen. Tezzla                                         | Voz |
| 2004 | America's Most Wanted                         |                                                     | esposa de uma vítima de assassinato |
| 2004 | Power Rangers Dino Trovão                     | Kat (Ranger Rosa)                                   | (flashback) apenas creditada |
| 2008 | Power Rangers Operação Ultraveloz             | Kat (Ranger Rosa)                                   | (flashback) apenas creditada |
| 2015 | Class Dismissed                               | Catherine                                           | Episódio 4 |
| 2018 | Power Rangers: Super Aço Ninja                | Kat Hillard-Oliver (Turbo Ranger Rosa)              | |
| 2023 | Mighty Morphin Power Rangers: Once and Always | Kat Hillard, The Pink Ranger                        | |

### Cinema
| Ano  | Título original             | Papel                   | Observações                           |
| 1997 | Turbo - Power Rangers 2     | Katherine "Kat" Hillard | Zeo Ranger 1 Rosa / Ranger Turbo Rosa |
| 1999 | Money Buys Happiness        | Carla                   |                                       |
| 1999 | The Jack Bull               | não creditada           |                                       |
| 2000 | A Hora Final                | Enfermeira              | Re-filmagem de On the Beach           |
| 2000 | A Cela                      | Anne Marie Vicksey      | Vítima do assassino                   |
| 2001 | Texas Rangers: Acima da Lei | não creditada           | Uma das Texas Rangers                 |
| 2016 | The Order                   | Erika                   | Web-Filme                             |

### Teatro
| Peça                            |
| ------------------------------- |
| Hansel and Gretel               |
| The Crucible                    |
| Othello                         |
| Romeo and Juliet                |
| The Importance of Being Earnest |
| My Fair Lady                    |
| Hamlet                          |

### Jogos
| Ano  | Título original               | Papel | Observações |
| 1998 | PitFall 3D: Beyond the Jungle | Mira  | Voz         |
| 2015 | Battle Battalions             |       |             |

### Outros
| Ano  | Título original                                                        | Papel                   | Observações                        |
| 1995 | The Good, the Bad, and the Stupid: The Misadventures of Bulk and Skull | Katherine "Kat" Hillard | Episódio Especial de Power Rangers |
| 1999 | Power Rangers Funniest Moments                                         | Katherine "Kat" Hillard | Episódio Especial de Power Rangers |
| 1999 | The Lost Episode                                                       | Katherine "Kat" Hillard | Episódio Especial de Power Rangers |
| 2012 | Tales of the Giant Banana: Looking Back at Bulk & Skull                | Ela mesma               | Documentário                       |
| 2012 | Morphin Time! A Look Back at Mighty Morphin Power Rangers              | Ela mesma               | Documentário                       |
| 2012 | Behind the Mask: Celebrating the Stunt Team                            | Ela mesma               | Documentário                       |
| 2012 | A Morphenomenal Cast: A Look Back at Becoming a Power Ranger           | Ela mesma               | Documentário                       |
| 2014 | My Morphin Life                                                        | Ela mesma               | Web-Documentário                   |
| 2018 | Coins                                                                  | Katherine "Kat" Hillard | Curta                              |